# Страх (фильм, 1983)
«Страх» (нем. Angst) — австрийский фильм ужасов 1983 года режиссёра Геральда Каргля, он же выступил в роли сосценариста и сопродюсера. Фильм основан на реальных событиях, в основе сюжета лежит история жизни серийного убийцы Вернера Книзека.

## Сюжет
В начале фильма закадровый голос читает выписку из врачебного заключения Вернера Книзека, где описываются случаи зоосадизма, агрессивного поведения по отношению к сверстникам. Во взрослом возрасте он постучался в дом пожилой пары и убил женщину из пистолета, за что был арестован и попал в тюрьму.
Серийный убийца освобождается из тюрьмы из после длительного заключения, до сих пор одержимый желанием убивать. Он заходит в закусочную и обнаружив там двух девушек, испытывает сильно желание напасть на них. Но наличие вокруг посторонних мешает его замыслу.
После этого он выходит на улицу и берет такси, где хочет задушить женщину-водителя шнурком от ботинка, но оказывается вынужден бежать, когда у неё возникают подозрения. Пока убийца бежит по городу, он натыкается на большой дом. Обойдя окрестности, маньяк разбивает стекло и проникает внутрь, где обнаруживает мужчину в инвалидном кресле с нарушениями умственного развития.
Через некоторое время в дом приезжает мать и сестра мужчины. Маньяк прячется и внезапно нападает на них. Он привязывает дочь скотчем к дверной ручке и начинает душить мать. Но решает, что сначала решает, что надо убить остальных. После этого он тащит сына в ванную комнату наверху и топит в ванне.
Но когда маньяк спускается, мать уже почти мертва, дочь умоляет убийцу дать матери лекарство, на что тот соглашается. Пока маньяк ищет лекарство и тщетно пытается привести мать в чувства, дочери удается сбежать. Но маньяк догоняет её и закалывает кухонным ножом, пьет её кровь, после чего насилует.
На следующее утро он просыпается на её теле, раздетый и весь в крови. Маньяк решает найти новых жертв и для этого берет машину из гаража, положив трупы в багажник, в машину запрыгивает и собака хозяев дома. По дороге маньяк попадает в ДТП, но доезжает до закусочной, где сидят те же посетители, что в начале фильма. Он берет сосиску и идет кормить собаку. В этот момент приезжает полицейский и спрашивает у маньяка регистрацию транспортного средства. Все посетители выходят из закусочной, чтобы посмотреть, что происходит. На просьбу офицера открыть багажник маньяк охотно соглашается. Офицер полиции и посетители видят трупы, убийца видит, что они напуганы, от чего испытывает удовлетворение.
В конце фильма закадровый голос читает заключение о признании Вернера Книзека психически нездоровым.

## В ролях
- Эрвин Ледер — К.
- Сильвия Рабенрейтер — дочь
- Эдит Россет — мать
- Рудольф Готц — сын

## Саундтрек
Композитором стал Клаус Шульце, причём музыку он писал ещё до того как был снят фильм, автор хотел подстроить фильм под музыку, а не наоборот, как это обычно бывает. В 1984 году был выпущен саундтрек к фильму, состоящий из пяти дорожек.

## Релиз
Премьера фильма в Австрии состоялась в октябре 1983 года, сразу же он вызвал полемику в обществе. В США фильм вышел в том же году с рейтингом X. В странах Европы фильм был запрещён к показу, в частности в Великобритании и Германии. Во Франции фильм был выпущен сразу на видео под названием «Шизофрения». Значительно позже фильм был представлен на нескольких кинофестивалях.

## Отзывы критиков
Картина получила положительные отзывы критиков за атмосферу, актёрскую и операторскую работу.